# Loboparius scheibei
Loboparius scheibei är en skalbaggsart som beskrevs av Vladimir Balthasar 1955. Loboparius scheibei ingår i släktet Loboparius och familjen Aphodiidae. Inga underarter finns listade i Catalogue of Life.